# شعب يوت
يطلق لفظ «يوت» على السكان الأصليين لقبيلة وحضارة يوت بين الشعوب الأصلية لمنطقة الحوض العظيم. عاش اليوت في منطقتي يوتا وكولورادو جنوب غرب الولايات المتحدة لقرون عديدة. سميت ولاية يوتا على اسم قبيلة يوت.
إضافة إلى امتداد أراضيهم بين ولايتي كولورادو ويوتا، امتدت أراضي صيدهم التاريخية إلى ولايات وايومنغ وأوكلاهوما وأريزونا وكاليفورنيا اليوم. كان لأفراد القبيلة أيضًا أراضٍ مقدسة خارج موطنهم يزورونها موسميًا.
بعد احتكاكهم بالمستعمرين الأوروبيين الأوائل، مثل الإسبانيين، أقام اليوت علاقات تجارية جديدة. غير الاستحواذ على الخيول من الإسبان نمط حياتهم بشكل كبير، ما أثر في تنقلهم، وممارسات صيدهم، وتنظيمهم القبلي. كانوا في ما مضى محاربين دفاعيين في الأساس، إلا أنهم أصبحوا فرسان ماهرين واستخدموا الخيول لغزو قبائل أخرى. كان مقام المرء في مجتمعه معتمدًا على فراسته (التي أمكن اختبارها في سباقات الخيل)، إلى جانب عدد الخيول التي يمتلكها.
مع بدء الأوروبيين البيض والمنقبين عن الذهب والمستعمرين بالاستقرار في ولايات الغرب الأمريكي في منتصف العقد الأول من القرن التاسع عشر، زاد الضغط المطبق على اليوت وأجبروا على التخلي عن أراضي أجدادهم. أبرموا معاهدات مع حكومة الولايات المتحدة للحفاظ على بعض أراضيهم، ولكنهم نقلوا في نهاية المطاف إلى محميات. شملت النزاعات القليلة خلال تلك الفترة حرب ووكر (1853)، وحرب بلاك هوك (1865-1872)، ومذبحة ميكير (1879).
يعيش أبناء قبيلة يوت اليوم بشكل أساسي في ولايتي يوتا وكولورادو، ضمن ثلاث مناطق قبلية محمية: أونيتاه-أوراي شمال شرق يوتا (وتشمل 3500 فردًا)؛ ويوت الجنوبية في كولورادو (1500 فرد)؛ وجبل يوت التي تقع أساسًا في كولورادو، ولكنها تمتد إلى يوتا ونيو مكسيكو (2000 فرد). يعيش أغلبية اليوت في تلك المحميات، لكن بعضهم الآخر يعيش خارجها.

## أصل التسمية
لا يعرف مصدر كلمة يوت، ولكن الوثائق الإسبانية تضمنت أول استخدام لكلمة يوتا. اختار اليوت اسمهم بناءً على كلمة «نوشي-يو» والتي تعني «الشعب».

## من هم اليوت

### مجموعة نوميك اللغوية
ينتمي اليوت إلى الشعبة الجنوبية من الفرع المتحدث بالنوميك التابع لأسرة اللغات اليوتو أزتيكية، الموجود بالكامل تقريبًا في غرب الولايات المتحدة والمكسيك. اختير اسم العائلة اللغوية بحيث يتضمن كلًا من سلسلة اللهجة اللغوية النوميك غرب كولورادو (يوتو) التي تمتد من جنوب شرق كاليفورنيا، مرورا بنهر كولورادو ووصولًا إلى ولاية كولورادو، وأيضًا اللغات النهوانية (أزتكان) في المكسيك.
يعتقد أن مجموعة النوميك هذه نشأت بالقرب من حدود نيفادا وكاليفورنيا الحالية، ثم انتشرت شمالًا وشرقًا. بحلول عام 1000 تقريبًا، كان هناك صيادون وجامعون في الحوض العظيم من أصلي يوتو أزتكي يعتقد أنهم أسلاف قبائل الشعوب الأصلية في الحوض العظيم، بمن فيهم شعوب اليوت، والشوشون، وهوبي، وبايوت، وشيميهويفي. يقترح بعض علماء الأعراق أن الناطقين بالنوميك جنوبًا، واليوت، والبايوت الجنوبيين، تركوا موطنهم النوميك أولًا، وذلك استنادًا إلى تغيرات لغوية، وأن الجماعات الفرعية الوسطى ثم الغربية انتشرت لاحقًا نحو الشرق والشمال. تعد شعوب شوشون، وغوسيوت، وكومانشي من النوميك المتوسط، والبايوت الشماليون وبانوت من النويك الغربيين. تشترك القبائل الجنوبية الناطقة بالنوميك -اليوت، وشوشون، وبايوت الجنوبية، وشيميهويفي- في الكثير من الخصائص الثقافية، والجينية واللغوية.

### أرض اليوت الموروثة وحضارتهم

#### الأراضي
كان هناك أسلاف لليوت في جنوب غرب كولورادو وجنوب شرق يوتا بحلول عام 1300، وعاشوا نمط حياة قائم على الصيد والجمع. احتل اليوت قسمًا كبيرًا من ولاية كولورادو الحالية بحلول عام 1600. تبعهم الكومانشيون من الجنوب في العقد الأول من القرن الثامن عشر، ومن ثم الأراباهو والشايان السهول الذين هيمنوا آنذاك على سهول كولورادو.
قطن اليوت منطقة كبيرة شملت معظم يوتا، وغرب ووسط كولورادو، وجنوبًا في حوض نهر سان خوان في نيومكسيكو. بقيت بعض فرق اليوت قرب مناطق سكنهم الأصلية، في حين امتدت فرق أخرى بعيدًا عنهم بشكل موسمي. امتدت مناطق الصيد أكثر إلى يوتا وكولورادو، وكذلك إلى وايومنغ وأوكلاهوما وتكساس ونيو مكسيكو. أقيمت مخيمات شتوية على طول الأنهار بالقرب من المناطق التي تشمل اليوم مدن بروفو وفورت دوشين في يوتا، وبويبلو وفورت كولينز وكولورادو سبرينغز في كولورادو.

##### كولورادو
بصرف النظر عن موطنهم، كانت هناك أماكن مقدسة في المنطقة التي شملت كولورادو اليوم. كان الاسم الذي أطلقته فرقة تابيغواشي من اليوت على مرتفعات بايكس بيك هو تافاكييف، ويعني جبل الشمس. كانوا يعيشون نمط حياة قائم على الصيد والجمع، إذ كانوا يقضون فصل الصيف في منطقة جبل بايكس بيك، والتي كانت بقية القبائل تعتبرها ملكًا لليوت. مثلت بايكس بيك منطقة شعائرية مقدسة للفرقة. كانت الينابيع المعدنية ومانيتو سبرينغز أيضًا مقدسة، وقدم اليوت وغيرهم من القبائل إلى المنطقة لقضاء الشتاء هناك، «تشاركوا النّعم والهدايا فيما بينهم دون حدوث خصومات». ضمت القطع الأثرية التي عثر عليها في منطقة «حديقة الآلهة» أو غاردن أوف ذا غادز، أحجارًا للطحن (الجرش)، «ما يشير إلى أن المجموعات كانت تجتمع سوية بعد الصيد لإكمال دباغة الجلد ومعالجة اللحوم».
امتد طريق مرور اليوت شرقًا من نهر مونومينت كريك (قرب روزويل) إلى غاردن أوف ذا غادز، ومن مانيتو سبرينغز إلى جبال الروكي. من ذلك الطريق، جال اليوت شرقًا لاصطياد الجواميس. أمضوا الشتاء في الوديان الجبلية حيث كانوا محميين من العوامل الجوية. كانت المتنزهات الشمالية والوسطى التي تضمها كولورادو اليوم من بين مناطق الصيد المفضلة لديهم بسبب وفرة الطرائد.
كانيون بينتادو، أو الوادي الملوّن، هو موقع يعود لعصور ما قبل التاريخ يحمل رسومات على الأحجار تعود لكل من شعب فريمونت (650 – 1200) واليوت. عكست رسومات شعب فريمونت اهتمامًا بالزراعة، شملت قصب الذرة واستخدام الضوء في أوقات مختلفة من السنة لإظهار تقويم خاص بالزراعة. ثم تظهر هناك صور لشخصيات تحمل دروعًا، ولما يبدو بأنهم ضحايا معركة، ورماح. شهدت بعثة دومينغيز-إسكالانت (1776) على تلك الرسومات. ترك اليوت رسومات لأسلحة نارية وأحصنة في العقد الأول من القرن التاسع عشر. يظهر في موقع كروكس باند حصان يحمل وسمًا يعود لفوج الضابط جورج كروك خلال الحروب الأمريكية الهندية في سبعينيات القرن التاسع عشر.

##### يوتا
تحولت الأراضي المحيطة بالشواهد الحجرية المعروفة باسم «بيرز إيرز» في جنوب شرق يوتا أوابد وطنية في عام 2016 اعترافًا بأهميتها التاريخية والثقافية للعديد من قبائل الأمريكيين الأصليين، بمن فيهن اليوت. أقام أعضاء من تحالف قبائل يوت جبل يوت وأويناه ومحمية أوراي تحالفًا يضم خمس قبائل للمساعدة في الإشراف على الصّرح الوطني بالتعاون مع مكتب إدارة الأراضي ودائرة الغابات في الولايات المتحدة.
يبدو أن اليوت كانوا يصطادون ويخيمون في موقع قديم من مخيمات شعوب أناسازي وفريمونت بالقرب من ما يعرف اليوم بحديقة الأقواس الوطنية. في موقع قرب الينابيع الطبيعية، التي ربما كانت تحمل أهمية روحية، ترك اليوت وراءهم نقوشات صخرية إلى جانب أعمال فنية صخرية أخرى تركتها شعوب سابقة. تشير التقديرات إلى أن عمر بعض هذه الصور يرجع لما يزيد عن 900 عام. رًسمت النقوش الحجرية بعد استحواذ اليوت على الخيول، إذ أظهرت النقوش رجالًا يصطادون وهم على ظهر الخيول.

## الروحانيات والدين
يؤمن اليوت بأنَّ جميع الأحياء تمتلك قوة روحية ما. أمَّا بالنسبة للشامانات، من كلا الجنسين، فيستمدون قوتهم أو قدرتهم من الأحلام، والبعض الآخر يتحصل عليها من السعي في طلب الرؤية أو تلقي الرؤية والتي تعتبر أحد طقوس العبور.